# Officia oratoris
De officia oratoris, ofwel de taken van de redenaar zijn de (formeel) onderscheiden fasen die een redenaar doorloopt bij het vormen van zijn redevoering.
Dit zijn de volgende:
1. Inventio: stofvinding (de argumenten bedenken, waarbij vooral bepaling van het hoofdonderwerp het belangrijkste is)
2. Dispositio: stofordening (het indelen van de rede in subsecties)
3. Elocutio: stijl (de 'welbespraaktheid': het inbedden van gedachten in woorden en versieringen of illustraties (ornatus), en de vormgeving: de woordkeus, retorische figuren, communicatieve richtinggeving, zinsbouw, pauzes)
4. Memoria: memorisering (het uit het hoofd leren van de rede voor de voordracht, waarbij mnemotechnieken gebruikt werden zoals het rijm, alliteraties, cadans, indeling in stanza's of verzen, het op laten vallen van kernbegrippen in een zin, beeldspraken, beelden)
5. Actio / pronuntiatio: voordracht (de presentatie van de rede in het openbaar, ofwel de 'uitvoering', waarbij stemverheffing en stemgebruik, lichaamstaal, gebaren en houding werden gebruikt; ook: luidheid, tempo, pauzeringen, articulatie, timbre en prosodie vallen hieronder, alsmede oogcontact, afstand tot de luisteraar, en het tonen van persoonlijkheid en karakter van de spreker)

Deze taakindeling werd vooral gehanteerd bij de rederijkers, die zich vanaf de Middeleeuwen bekwaamden in de retorica, en daarmee voortborduurden op de antieke redenaarskunst (waaronder Aristoteles), maar ook in bijvoorbeeld barokmuziek werkten vele componisten volgens dit procedé. De retorica kende overigens naast deze hoofdtaken nog vele ondergeschikte instrumenten en stijlfiguren om een gedegen betoog op te zetten en uit te werken tot een geheel. De elementen (zowel deze hoofdtaken als de ondergeschikte elementen) hebben tot doel om ordening te scheppen (hetgeen ook aansloot bij de Laat-Middeleeuwse en barokke visies), en zodoende een sluitend, kloppend betoog te vervaardigen, als afspiegeling van kosmische eenheid.
De taken moesten ook aansluiten bij het karakter van de redenaar (het ethos), de emotionele toestand van de toehoorder (pathos) en in de voordracht vooral de verstandelijke begrijpelijkheid van het argument (logos) tot doel hebben..

### Geschiedenis van de retorica
- Øivind Andersen: Im Garten der Rhetorik. Die Kunst der Rede in der Antike, Darmstadt 2001, ISBN 3-534-14486-4
- Werner Eisenhut: Einführung in die antike Rhetorik und ihre Geschichte, 5. Aufl. Darmstadt 1994. ISBN 3-534-04177-1
- Marc Fumaroli (Hg.): Histoire de la rhétorique dans l'Europe moderne, Paris 1999
- Urs Meyer: Politische Rhetorik, Paderborn 2001. ISBN 3-89785-111-3
- Craig R. Smith, Rhetoric & human consciousness: a history. 2. ed., Prospect Heights, Ill. 2003, ISBN 1-57766-174-5
- Handbuch der Altertumswissenschaft 2,3
- Brian Vickers & Sabine Köllmann: Mächtige Worte - Antike Rhetorik und europäische Literatur, Berlin 2008. ISBN 978-3-8258-1191-4

### Theorie van de retorica
- Karl-Heinz Göttert: Einführung in die Rhetorik. München 1998
- Joachim Knape: Was ist Rhetorik?. Stuttgart 2000
- Heinrich Lausberg: Elemente der literarischen Rhetorik. Eine Einführung für Studierende der klassischen, romanischen, englischen und deutschen Philologie. 4., durchges. Aufl. München 1971.
- Heinrich Lausberg: Handbuch der literarischen Rhetorik. Eine Grundlegung der Literaturwissenschaft. 3. Aufl., Stuttgart 1990
- Peter L. Oesterreich: Fundamentalrhetorik. Hamburg 1990
- Peter L. Oesterreich: Philosophie der Rhetorik. Bamberg 2003
- Ottmers, Clemens: Rhetorik. Metzler, Stuttgart und Weimar 1996
- Chaïm Perelman: Das Reich des Rhetorik. München 1980
- Chaïm Perelman, Lucie Olbrechts-Tyteca: Die neue Rhetorik. Eine Abhandlung über das Argumentieren. Hrsg. von Josef Kopperschmidt. Stuttgart-Bad Cannstatt 2004
- Heinrich F. Plett: Textwissenschaft und Textanalyse. Semiotik, Linguistik, Rhetorik. UTB, Heidelberg 1975
- Heinrich F. Plett (Hrsg.): Rhetorik. Kritische Positionen zum Stand der Forschung. München 1977
- Heinrich F. Plett: Einführung in die rhetorische Textanalyse. 9. aktualis. u. erw. Aufl., Hamburg 1991
- Heinrich F. Plett: Systematische Rhetorik. Konzepte und Analysen. UTB, München 2000
- Helmut Schanze, Josef Kopperschmidt (Hrsg.): Rhetorik und Philosophie. München 1989
- Gert Ueding (Hg.): Historisches Wörterbuch der Rhetorik. Band 1ff., Tübingen 1992ff. [bisher erschienen: Bd. 1-7: Pos-Rhet]
- Gert Ueding, Bernd Steinbrink: Grundriss der Rhetorik. Geschichte. Technik. Methode. 4. Aufl. Stuttgart und Weimar 2005
- Gert Ueding (Hrsg.): Rhetorik. Begriff - Geschichte - Internationalität. Niemeyer, Tübingen 2005 [= die einschlägigen Rhetorik-Artikel des Historischen Wörterbuchs der Rhetorik].

### Bespiegelingen over de toepassing van de retorica
- Albert Bremerich-Vos: Populäre rhetorische Ratgeber. Tübingen 1991.
- Andrea Hausberg: Analyse politischer Sprache an Hand aktueller Beispiele. Rhetorisch-argumentative Strategien in Reden zum Irak-Krieg, Saarbrücken 2007.
- Josef Kopperschmidt (Hrsg.): Hitler der Redner, München 2003, ISBN 3-7705-3823-4
- Thomas Reschke, Michael Thiele: Predigt und Rhetorik. Mit einem Vorwort und einem Beitrag von Gert Otto, (Studien zur Praktischen Theologie 39) EOS Verlag, St. Ottilien 1992, ISBN 3-88096-969-8
- Rouven Soudry (Hrsg.): Rhetorik - eine interdisziplinäre Einführung. Heidelberg 2006
- Dieter Zittlau: "Kommunikation und Rhetorik", Düsseldorf 5. Aufl. 1996, ISBN 3-925790-37-3

### Verder lezen
- Gloria Beck: Verbotene Rhetorik. Die Kunst der skrupellosen Manipulation, Frankfurt am Main 2006
- Vera F. Birkenbihl: Rhetorik, München 2004³
- Karsten Bredemeier: Provokative Rhetorik? Schlagfertigkeit!, Zürich und Köln 2000
- Dale Carnegie: Besser miteinander reden, New York 1969
- Peter Heigl: 30 Minuten für gute Rhetorik, Offenbach 2001 (13.Auflage 2009)
- Paul Herrmann: Reden wie ein Profi, München 1991
- Ralf Höller: 50 Mal Rhetorik. Richtig reagieren in 50 Standardsituationen. Zürich 2006
- Jens Kegel: Selbstvermarktung freihändig: Schreiben fürs Reden – auch gegen den Strom, Göttingen 2009
- Jos Kessels: Die Macht der Argumente, Weinheim und Basel 2001
- Alexander Kirchner/ Baldur Kirchner: Rhetorik und Glaubwürdigkeit, Wiesbaden 1999
- Bernd-Wolfgang Lubbers: Das etwas andere Rhetorik-Training oder Frösche können nicht fliegen, 2002
- Hilde Malcomess: Rhetorik - souverän und überzeugend reden, Berlin 2009
- Doris Märtin: Smart Talk. Sag es richtig., Frankfurt 2006
- Winni Mühlbauer, Joachim Fenner: NLP-Rhetorik - Die neue Schule der Rhetorik, 2. Aufl. München 2002
- Rupert Lay: Führen durch das Wort, Frankfurt 2001
- Samy Molcho: Alles über Körpersprache, München 1995
- Matthias Pöhm: Vergessen Sie alles über Rhetorik, Frankfurt 2002
- Albert Thiele: Überzeugend Argumentieren, Wiesbaden 1999
- Ulrich Ulonska: Rhetorik, Stuttgart 2003
- Stefan Wachtel: Rhetorik und Public Relations, München 2003
- Maximilian Weller: Das Buch der Redekunst, Düsseldorf und Wien 1954
- Thies O. Wolfhagen: Relevanz von Rhetorik in verschiedenen Praxisfeldern (Personalführung, Jugend- & Erwachsenenbildung), Eckernförde 2005

### Studiemateriaal
- Florian Buschendorff: Freies Sprechen und Präsentieren - so geht's, Mülheim an der Ruhr 2009
- Ludger Brüning: Vortragen - Präsentieren - Referieren", München 2006